# Farol da Ponta de São Mateus
O Farol da Ponta de São Mateus é um farol português localizado entre a freguesia de São Caetano e a freguesia de São Mateus, concelho da Madalena do Pico, ilha do Pico, arquipélago dos Açores.
Este farol que funciona a energia solar foi construído sobre a formação geológica da Laje do Cavalo e localiza-se próximo ao Porto da Praínha do Galeão, ao promontório da Pontinha das Formigas e da Ponta Alta, como pano de fundo tenha a imponência da Montanha do Pico.